# Jakobskruiskruid
Jakobskruiskruid (Jacobaea vulgaris subsp. vulgaris, synoniem: Senecio jacobaea) is een wilde, in de regel tweejarige plant met gele samengestelde bloemen.

## Verschijning en voorkomen

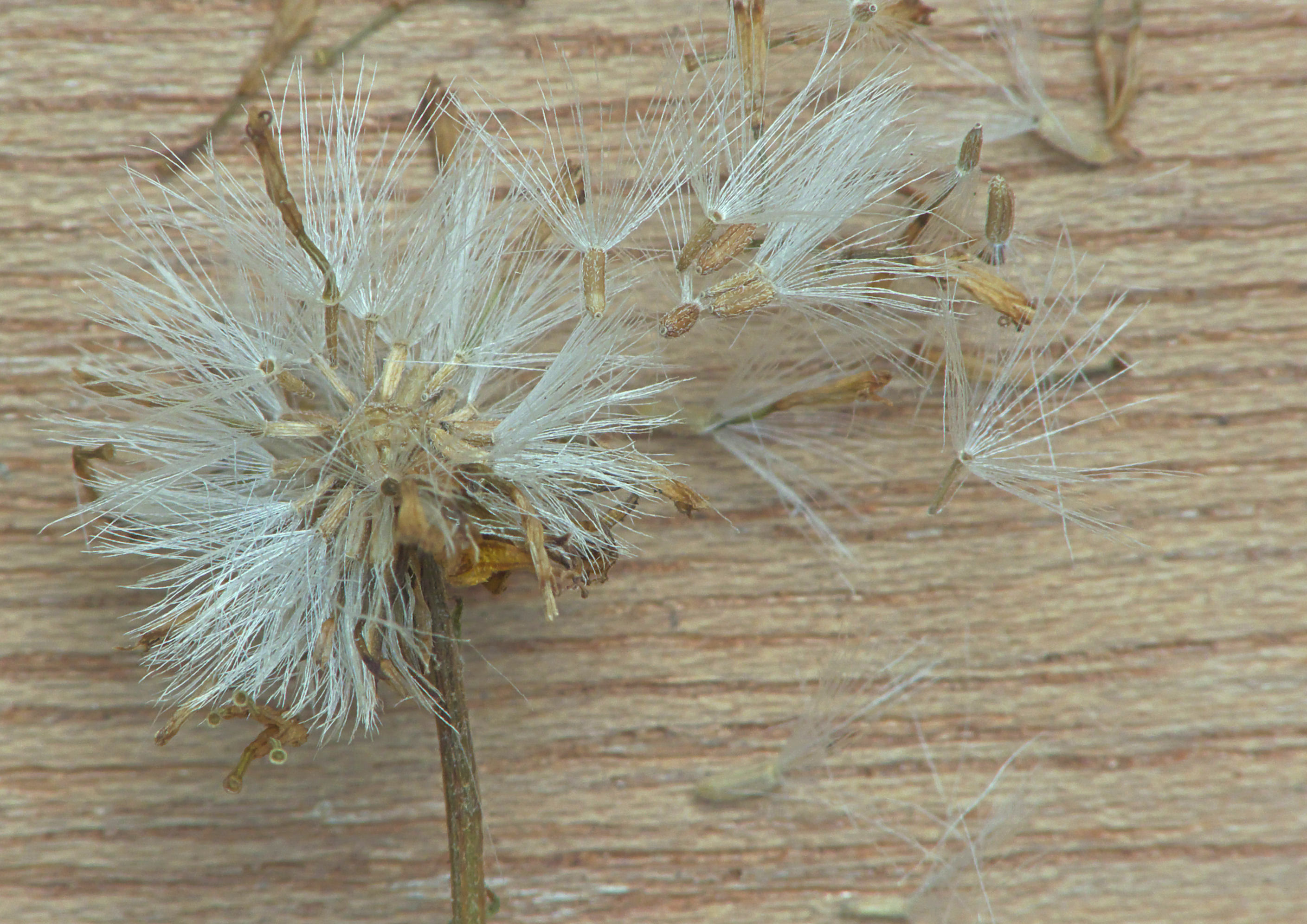
Vruchten

Jakobskruiskruid heeft meestal hoofdjes met een krans van gele straalbloempjes, in tegenstelling tot de ronde bloemhoofdjes van boerenwormkruid. In de duinen en op diverse andere plaatsen in Nederland en Vlaanderen, zoals op de Veluwe komen echter planten voor waarbij de straalbloemen ontbreken, namelijk bij de ondersoort duinkruiskruid (Jacobaea vulgaris subsp. dunensis).
De plant komt steeds meer voor in de Nederlandse en Vlaamse wegbermen en natuurgebieden en van daaruit in de perceelranden van weilanden, sinds 1998 in het noorden van Nederland vijfmaal zoveel. Het is een pioniersplant en hij verspreidt zich snel, doordat een volwassen plant 75.000 tot 200.000 vruchten kan produceren, die op open plekken in het gras of de berm makkelijk kiemen. De 2,5–3 mm lange nootjes (vruchten) worden door het vruchtpluis met de wind meegevoerd. De randstandige nootjes zijn meestal onbehaard, terwijl de andere nootjes dicht behaard zijn met korte haren. Jakobskruiskruid is in bermen ook ingezaaid, doordat het voorkomt in bermopfleurende kruidenmengsels.

## Verspreiding
Jakobskruiskruid is een windverspreider, maar niet zo'n goede als algemeen wordt aangenomen. Er is onderzocht door onder meer Poole en Cairns (1940) hoe groot de rol is van de wind bij de verspreiding van de plant. De meeste zaden, zo'n 60%, vallen binnen de 5 meter naast de moederplant. De overblijvende 40% vliegt wat verder, gewoonlijk binnen 40 meter van de moederplant. Circa 1% van de zaden kan inderdaad veel verder vliegen. Om een levensvatbare populatie te krijgen, moeten de zaden wel op een geschikt plekje komen om te kunnen ontkiemen.

## Voedselbron
Het jakobskruiskruid vormt het hoofdvoedsel voor de zebrarups, de larve van de sint-jacobsvlinder (Tyria jacobaea). De rupsen van deze vlinder zijn aangepast aan het eten van jakobskruiskruid en zijn dus niet gevoelig voor vergiftiging door pyrrolizidine-alkaloïden (PA's). Jakobskruiskruid vertoont echter na vraat door deze rupsen vaak een geweldig herstelvermogen. De bladroller Eucosma campoliliana heeft eveneens jakobskruiskruid als waardplant. Ook de duinzijdebij (Colletes fodiens, een solitaire bij) is afhankelijk van deze plant. Ze haalt stuifmeel en nectar op jakobskruiskruid of op de ondersoort duinkruiskruid. 
Ook voor de jakobskruidaardvlo, een keversoort, en de bloemvlieg Botanophila seneciella is de plant belangrijk. Beide soorten komen van nature voor in de Benelux.

### Giftigheid
Jakobskruiskruid is giftig voor de meeste zoogdieren, waaronder ook de mens, doordat het zestien verschillende alkaloïden bevat. De bloemen bevatten tweemaal zoveel gif als de bladeren. In de plant zijn PA's aanwezig in de N-oxidevorm die niet giftig is. Pas als de plant opgegeten wordt, worden deze verbindingen met name in de dunne darm omgezet in giftige, vrije alkaloïden die de lever aantasten, waarbij kleine bloedvaatjes verstopt raken ('Hepatische veno-occlusie'). Dit ziektebeeld is ook beschreven bij mensen die geregeld kruidenthee dronken van PA bevattende planten, onder andere smeerwortel.
Een dier kan pyrrolizidine-alkaloïden opnemen, maar als de hoeveelheden zodanig zijn dat de lever het kan compenseren, is er niets aan het dier te zien, ook niet in het bloed. Bij hogere niveaus zijn er eerst afwijkende bloedwaarden waarneembaar (onder andere leverenzymen), en vervolgens ziekteverschijnselen.
Met hooi of kuilvoer kunnen dieren het giftige jakobskruiskruid binnenkrijgen, doordat de verbrokkelde bladeren niet worden opgemerkt. De pyrrolizidine-alkaloïden verlaten het lichaam binnen 24 tot 48 uur voornamelijk via de nieren, maar het kan ook via melk. Pyrrolizidine-alkaloïden hebben een cumulatief effect. Zowel de opname van een grote hoeveelheid in één keer, als de opname van kleine hoeveelheden over langere tijd, kunnen leiden tot beschadiging van de lever en ziekteverschijnselen.
Runderen en paarden vermijden bij het grazen jakobskruiskruid normaal gesproken, maar in tijden van droogte en voedselschaarste kunnen ze het wel gaan eten. Hoewel kruiskruidvergiftiging de lever op een onomkeerbare manier kan beschadigen, is het effect van deze beschadiging op de gezondheid van een dier niet altijd onomkeerbaar. Tot op zekere hoogte kan de functie van de afgestorven levercellen overgenomen worden door andere levercellen. Als de aangebrachte schade echter te groot is, dan is dit niet meer mogelijk en als de levercapaciteit met 50-70% is afgenomen ontstaan er verschijnselen van leverziekte.
Bij runderen kan het gif ook zonnebrand veroorzaken, doordat het gif in het bloed van de haarvaten onder invloed van het UV-licht van de zon schadelijk wordt voor de omliggende weefsels. Schapen eten de plant graag en zijn minder gevoelig voor de gevolgen. Ze krijgen later echter wel groeiproblemen.

### Allergie
Jakobskruiskruid kan na huidcontact een allergische reactie geven, die "contactallergisch eczeem door composieten" wordt genoemd. Deze allergie kan optreden bij gesensibiliseerde personen na huidcontact of na opname van planten(delen) via de mond. De allergie wordt niet veroorzaakt door de pyrrolizidine-alkaloïden, maar door andere stoffen, de zogenaamde sesquiterpeen-lactonen, die in veel planten van de composietenfamilie voorkomen, zoals bij witlof, waarbij het een bekende beroepsziekte van kwekers is.

## Bestrijding
Als jakobskruiskruid zich eenmaal gevestigd heeft, is het erg lastig om de plant te bestrijden. Door voor een dichte graszode te zorgen, kan de vestigingskans van het onkruid verkleind worden. In een dichte zode kunnen de zaden van deze soort namelijk veel minder makkelijk kiemen. Uit de praktijk blijkt dat jakobskruiskruid erg slecht tegen kunstmest kan, tegelijkertijd krijgt het gras kans om een dichtere zode te vormen en zo nieuwe vestiging lastiger te maken.
Omdat jakobskruiskruid een korte levensduur heeft, probeert men soms de plant of zijn bloeiwijze te verwijderen voordat hij zaden vormt. Deze methode is echter niet zonder risico. In een natuurlijke situatie sterft jakobskruiskruid nadat de plant zaden geproduceerd heeft. Het verwijderen van de bloemen of bloeiwijze of het afmaaien zorgt er echter voor, dat de plant niet afsterft, maar juist opnieuw uitgroeit. Door het verwijderen van de bloeiende delen van de plant wordt dus juist de levensduur verlengd.
De plant kan handmatig verwijderd worden, maar er mogen dan geen stukjes wortel achterblijven, omdat ook uit kleine wortelresten nieuwe planten kunnen groeien. Handmatig verwijderen is over het algemeen alleen efficiënt bij zaailingen en bladrozetten, grotere planten zijn vaak te diep geworteld. Als daarbij de grond verstoord wordt, kan zaad dat mogelijk bij eerdere grondbewerking begraven is naar de oppervlakte komen en ontkiemen. Jakobskruiskruid groeit snel terug na het afsnijden of het maaien, vaak binnen een paar weken. Voor één plant komen er dikwijls meerdere planten in de plaats.

## DNA-onderzoek
Uit DNA-onderzoek is gebleken dat jakobskruiskruid, samen met enkele andere voornamelijk Euraziatische soorten kruiskruid, nauwer verwant is met andere geslachten in de tribus Senecioneae dan met soorten die tot het geslacht Senecio gerekend worden. In de in 2005 uitgekomen 23ste editie van Heukels' Flora van Nederland wordt jakobskruiskruid gerekend tot het geslacht Jacobaea. De huidige botanische naam van de soort is Jacobaea vulgaris.

## Volksnamen
- Annebienaboompje
- Arabiersboompje
- Beestebloemen (Land van Vollenhove)
- Grondheel
- Jacobsbloem
- Koebloemen (Land van Vollenhove)
- Munneke blaade (Texel)
- Sint-Jacobsbloem
- Sint-Jaokobskroed (Zuid-Limburg)
- Strommel (Waterland)
- IJzerboompje (Zwolle)

In de paardenwereld is de afkorting JKK gebruikelijk.

## Afbeeldingen

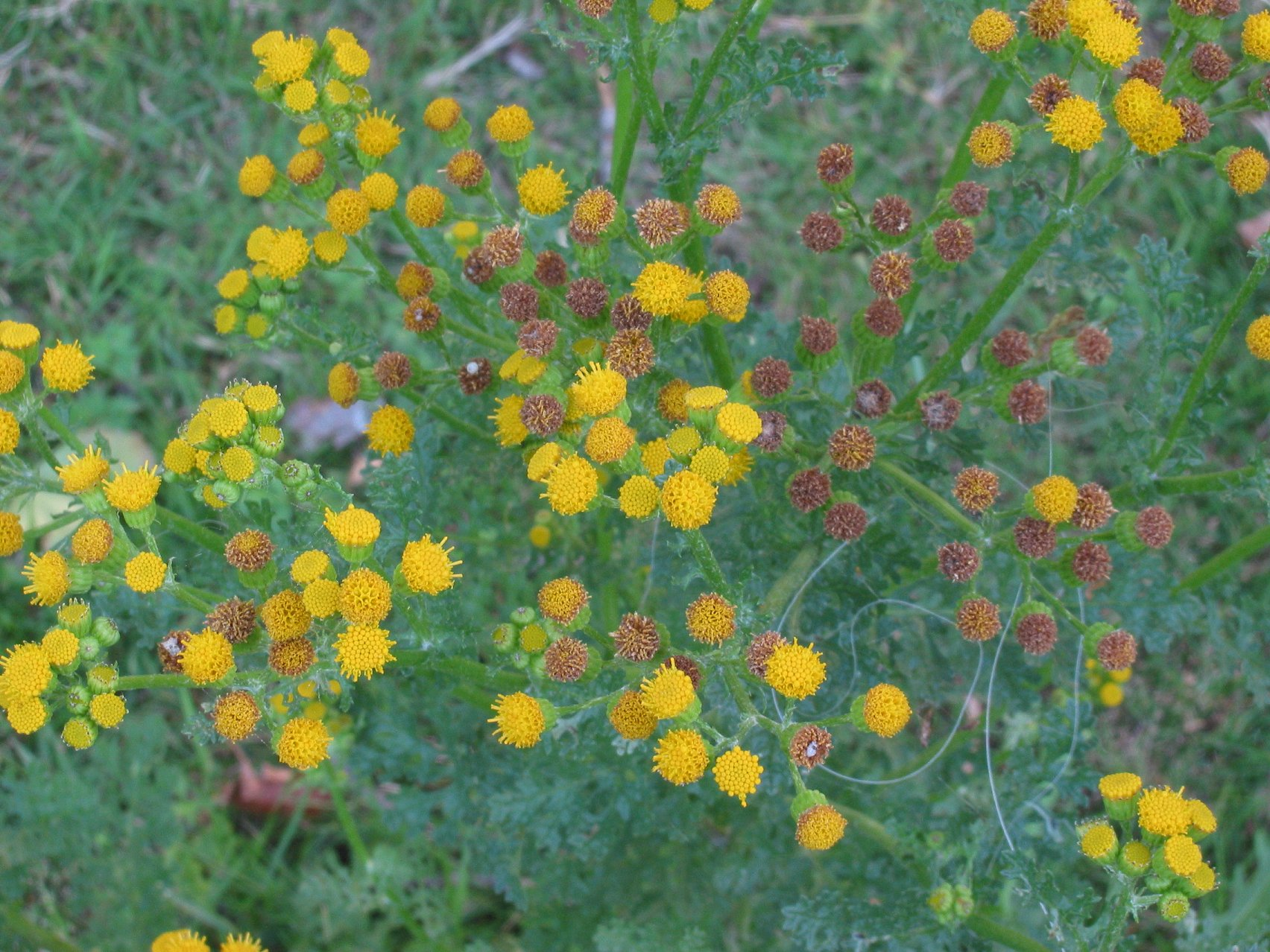
plant gekenmerkt door ontbrekende straalbloemen
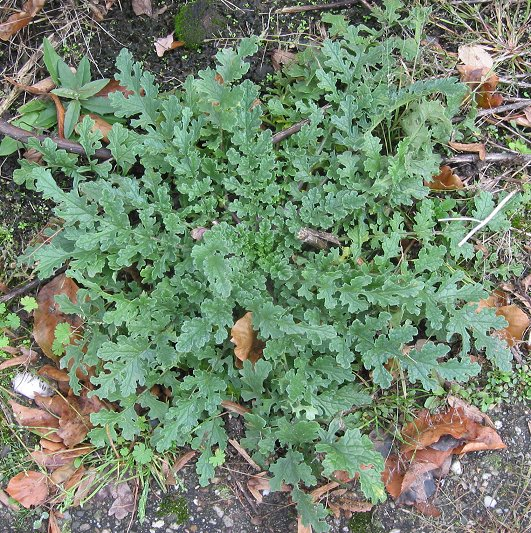
meerjarige plant na de bloei
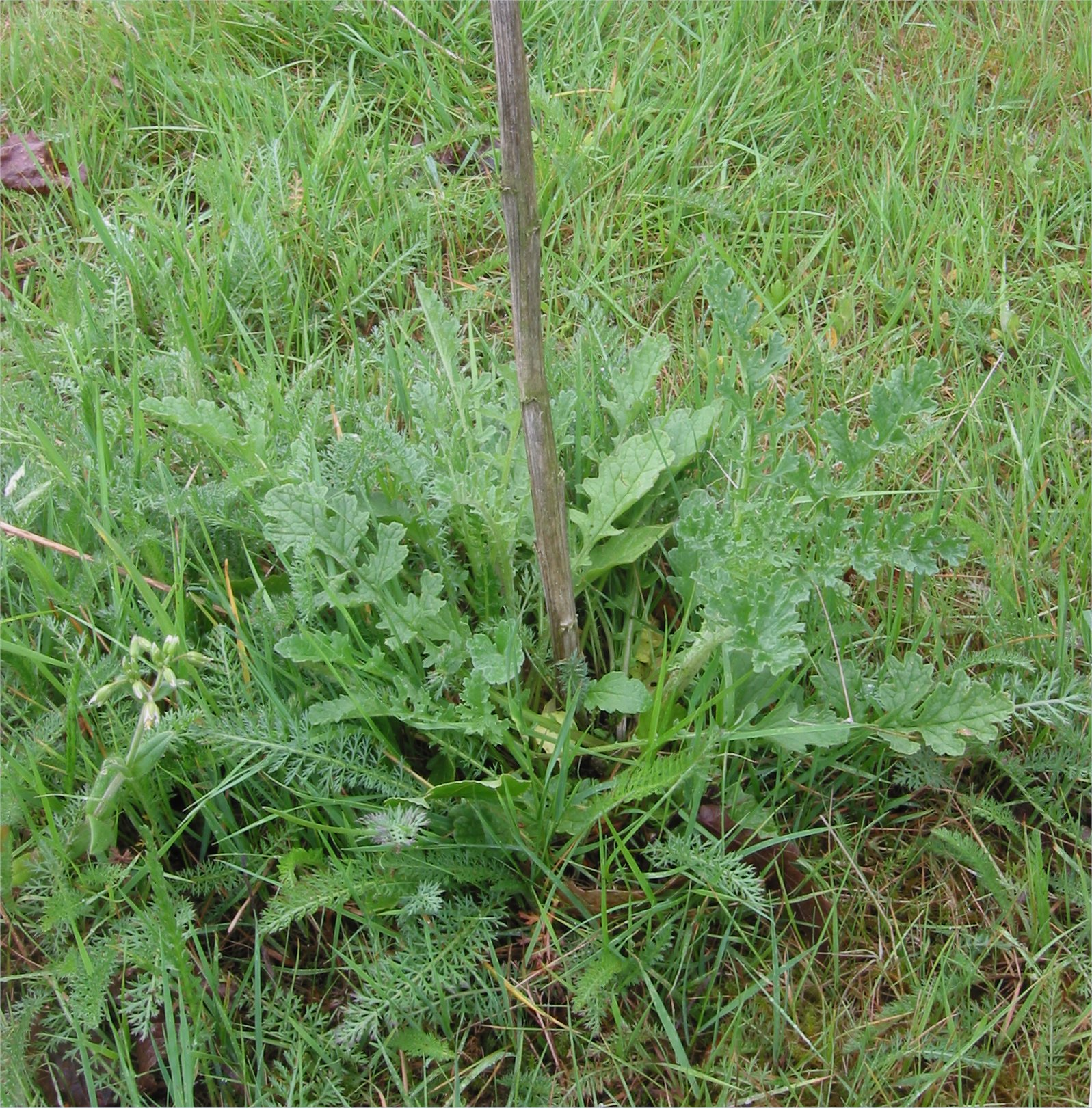
Jakobskruiskruid in voorjaar na bloei vorig jaar
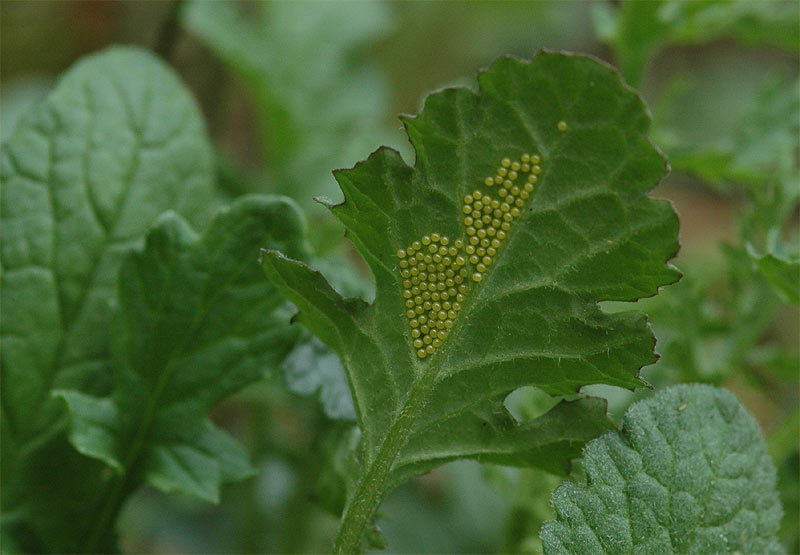
Eitjes van de sint-jakobsvlinder op jakobskruiskruid
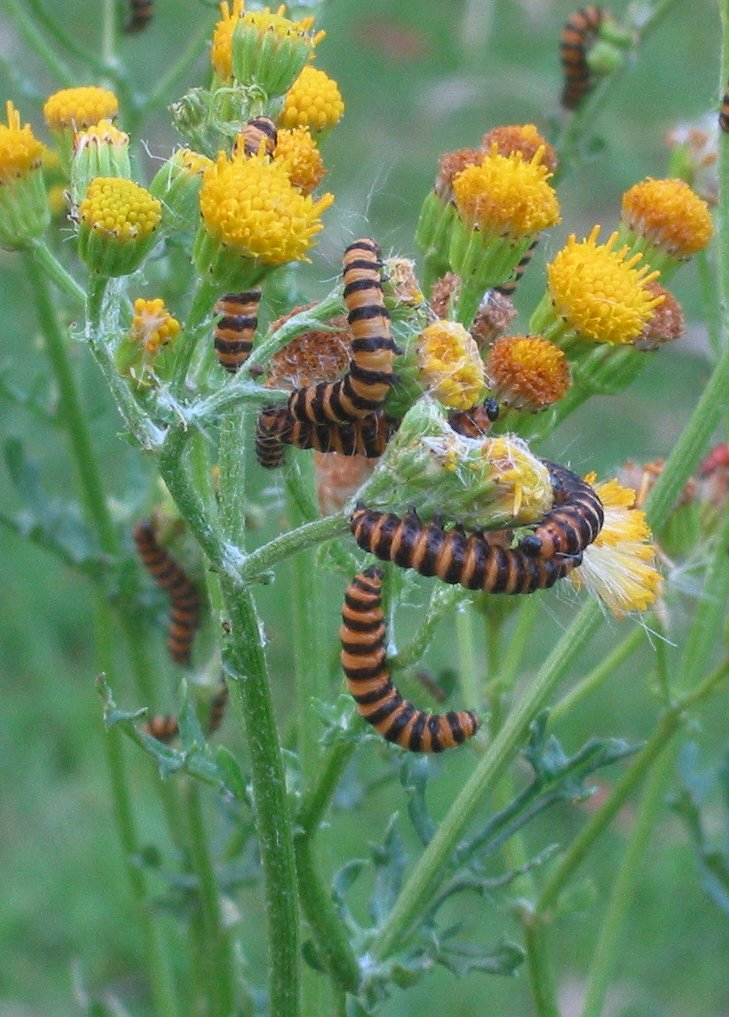
Zebrarupsen op jakobskruiskruid
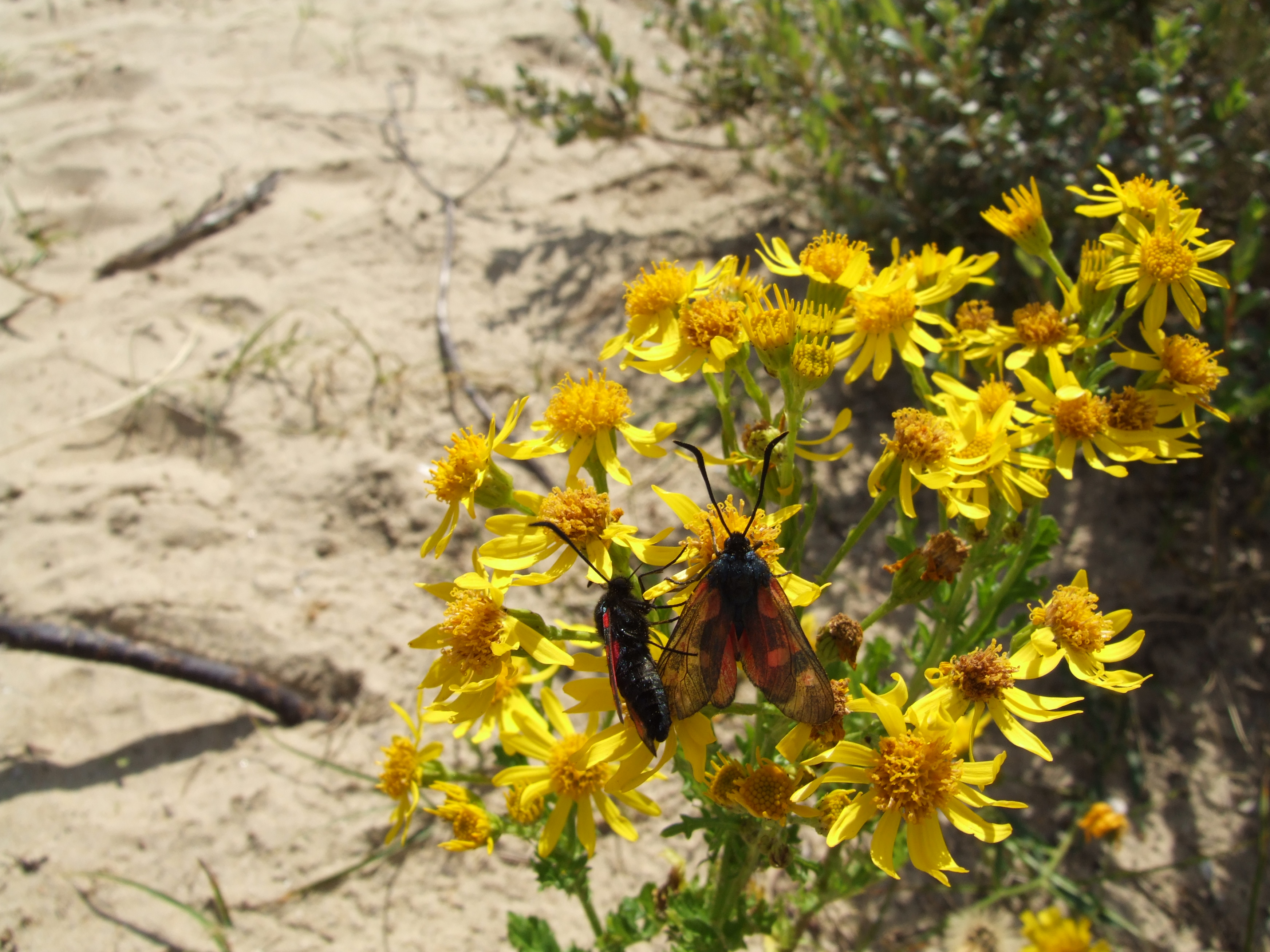
Jacobaea vulgaris
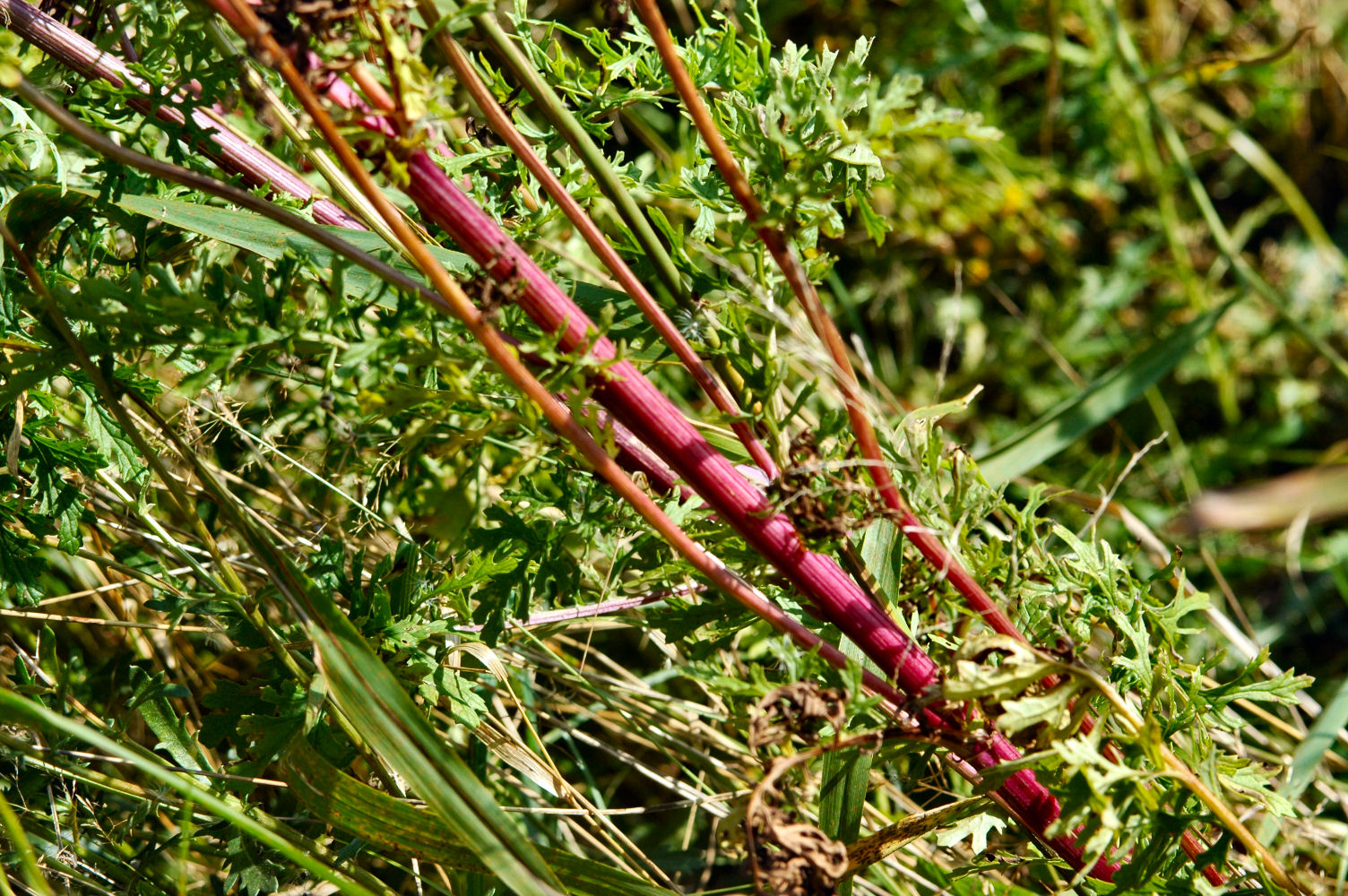
Meestal een rode stengel, maar niet altijd
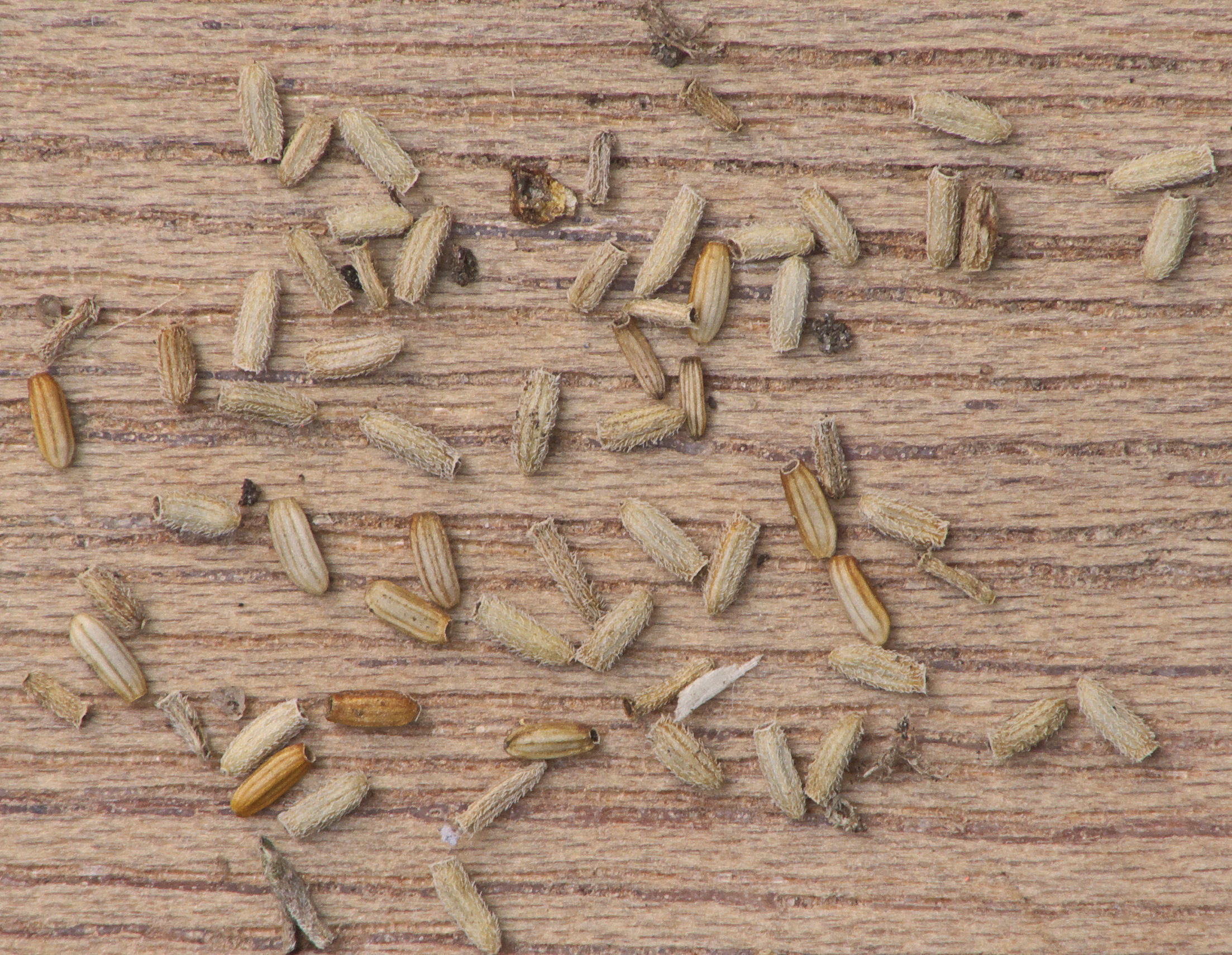
Nootjes (vruchten), onbehaard en behaard

... · 
J. aquatica (Waterkruiskruid) · 
J. erucifolia (Viltig kruiskruid) · 
J. maritima (Zilverkruiskruid) · 
J. paludosa (Moeraskruiskruid ) · 
J. vulgaris subsp. vulgaris (Jakobskruiskruid) · 
...